# Curling-Pazifik-Asienmeisterschaft 2015
Die Curling-Pazifik-Asienmeisterschaften 2015 fanden vom 8. bis 14. November in Almaty, Kasachstan, statt.
Bei den Frauen gewann Südkorea und bei den Männern Japan. Die beiden bestplatzierten Teams qualifizierten sich für die Weltmeisterschaft der Damen 2016 bzw. die Weltmeisterschaft der Herren 2016.

## Männer

### Teams
An der Meisterschaft der Männer nahmen acht Mannschaften teil.
| Australien | Volksrepublik China | Chinesisch Taipeh                                                              | Hongkong                                                                                                |
| --- | --- | ------------------------------------------------------------------------------ | --- |
| Skip: Ian Palangio Third: Jay Merchant Second: Dean Hewitt Lead: Derek Smith                                            | Skip: Zang Jialiang Third: Xu Xiaoming Second: Ba Dexin Lead: Wang Jinbo Alternate: Zou Dejia                           | Skip: Randolph Shen Third: Nicholas Hsu Second: Brendon Liu Lead: Lin Ting-li  | Skip: John Li Third: Ko Yuk-hang Second: Justin Wan Lead: Chan Chun-kuen Alternate: Law Cho-kam         |
| Japan | Kasachstan | Neuseeland                                                                     | Südkorea                                                                                                |
| Skip: Yūsuke Morozumi Third: Tsuyoshi Yamaguchi Second: Tetsurō Shimizu Lead: Kōsuke Morozumi Alternate: Kohsuke Hirata | Skip: Viktor Kim Third: Abylaikhan Zhuzbay Second: Daniel Kim Lead: Muzdybay Kudaibergenov Alternate: Abilay Nurumbetov | Skip: Peter de Boer Third: Sean Becker Second: Scott Becker Lead: Brett Sargon | Skip: Kim Soo-hyuk Third: Kim Tae-hwan Second: Park Jong-duk Lead: Nam Yoon-ho Alternate: Yoo Min-hyeon |

### Round Robin
In der Round Robin der Männer spielte jede Mannschaft einmal gegen jede andere Mannschaft.
| Datum  | Zeit  | Begegnung                        | Resultat |
| ------ | ----- | -------------------------------- | -------- |
| 9.11.  | 14:30 | Chinesisch Taipeh – Hongkong     | 20:2     |
|        |       | Japan – Volksrepublik China      | 6:8      |
|        |       | Südkorea – Australien            | 7:4      |
|        |       | Kasachstan – Neuseeland          | 2:10     |
| 10.11. | 9:00  | Japan – Chinesisch Taipeh        | 7:6      |
|        |       | Australien – Neuseeland          | 6:5      |
|        |       | Volksrepublik China – Hongkong   | 25:0     |
|        |       | Südkorea – Kasachstan            | 12:2     |
| 10.11. | 14:30 | Volksrepublik China – Australien | 6:5      |
|        |       | Kasachstan – Chinesisch Taipeh   | 3:10     |
|        |       | Neuseeland – Japan               | 5:6      |
|        |       | Hongkong – Südkorea              | 1:20     |
| 11.11. | 9:00  | Kasachstan – Japan               | 3:15     |
|        |       | Hongkong – Australien            | 3:16     |
|        |       | Chinesisch Taipeh – Südkorea     | 6:9      |
|        |       | Neuseeland – Volksrepublik China | 1:8      |

| Datum  | Zeit  | Begegnung                               | Resultat |
| ------ | ----- | --------------------------------------- | -------- |
| 11.11. | 14:30 | Südkorea – Volksrepublik China          | 8:6      |
|        |       | Chinesisch Taipeh – Neuseeland          | 5:7      |
|        |       | Hongkong – Kasachstan                   | 2:16     |
|        |       | Australien – Japan                      | 3:9      |
| 12.11. | 9:00  | Australien – Kasachstan                 | 9:2      |
|        |       | Neuseeland – Südkorea                   | 5:8      |
|        |       | Volksrepublik China – Chinesisch Taipeh | 7:2      |
|        |       | Japan – Hongkong                        | 19:2     |
| 12.11. | 14:30 | Hongkong – Neuseeland                   | 2:20     |
|        |       | Südkorea – Japan                        | 7:8      |
|        |       | Kasachstan – Volksrepublik China        | 3:13     |
|        |       | Chinesisch Taipeh – Australien          | 9:5      |

| Schlüssel | Schlüssel     |
| --------- | ------------- |
|           | Playoff-Platz |
|           | Tiebreaker    |

| Land                | Skip            | Siege | Niederl. |
| ------------------- | --------------- | ----- | -------- |
| Japan               | Yūsuke Morozumi | 6     | 1        |
| Volksrepublik China | Zang Jialiang   | 6     | 1        |
| Südkorea            | Kim Soo-hyuk    | 6     | 1        |
| Australien          | Ian Palangio    | 3     | 4        |
| Neuseeland          | Peter de Boer   | 3     | 4        |
| Chinesisch Taipeh   | Randolph Shen   | 3     | 4        |
| Kasachstan          | Viktor Kim      | 1     | 6        |
| Hongkong            | John Li         | 0     | 7        |

### Tiebreaker
13. November, 14:30
| Team       |    | 1 | 2 | 3 | 4 | 5 | 6 | 7 | 8 | 9 | 10 | Gesamt |
| ---------- | -- | - | - | - | - | - | - | - | - | - | -- | ------ |
| Australien | 🔨 | 0 | 1 | 0 | 1 | 0 | 1 | 0 | 1 | 0 | X  | 4      |
| Neuseeland |    | 0 | 0 | 3 | 0 | 2 | 0 | 1 | 0 | 3 | X  | 9      |

### Playoffs
|  | Halbfinale | Halbfinale          | Halbfinale |   |       | Finale           | Finale           | Finale           |
|  |            |                     |            |   |       |                  |                  |                  |
|  |            |                     |            |   |       |                  |                  |                  |
|  | 1          | Japan               | 7          |   |       |                  |                  |                  |
|  | 4          | Neuseeland          | 6          |   |       |                  |                  |                  |
|  |            |                     |            | 1 | Japan | 7                |                  |                  |
|  |            |                     |            |   | 3     | Südkorea         | 11               |                  |
|  | 2          | Volksrepublik China | 6          |   |       |                  |                  |                  |
|  | 3          | Südkorea            | 8          |   |       | Spiel um Platz 3 | Spiel um Platz 3 | Spiel um Platz 3 |
|  |            |                     |            |   |       | 4                | Neuseeland       | 4                |
|  | 2          | Volksrepublik China | 5          |   |       |                  |                  |                  |
|  |            |                     |            |   |       |                  |                  |                  |

#### Halbfinale
13. November, 19:00
| Team       |    | 1 | 2 | 3 | 4 | 5 | 6 | 7 | 8 | 9 | 10 | Gesamt |
| ---------- | -- | - | - | - | - | - | - | - | - | - | -- | ------ |
| Japan      | 🔨 | 2 | 0 | 3 | 0 | 0 | 0 | 1 | 0 | 0 | 1  | 7      |
| Neuseeland |    | 0 | 2 | 0 | 2 | 0 | 0 | 0 | 2 | 0 | 0  | 6      |

| Team                |    | 1 | 2 | 3 | 4 | 5 | 6 | 7 | 8 | 9 | 10 | Gesamt |
| ------------------- | -- | - | - | - | - | - | - | - | - | - | -- | ------ |
| Volksrepublik China |    | 0 | 0 | 2 | 1 | 0 | 1 | 0 | 0 | 2 | 0  | 6      |
| Südkorea            | 🔨 | 0 | 0 | 2 | 1 | 0 | 1 | 0 | 0 | 2 | 0  | 6      |

#### Spiel um Platz 3
14. November, 9:00
| Team                |    | 1 | 2 | 3 | 4 | 5 | 6 | 7 | 8 | 9 | 10 | Gesamt |
| ------------------- | -- | - | - | - | - | - | - | - | - | - | -- | ------ |
| Neuseeland          |    | 0 | 0 | 0 | 0 | 0 | 1 | 1 | 0 | 2 | 0  | 4      |
| Volksrepublik China | 🔨 | 0 | 0 | 1 | 1 | 2 | 0 | 0 | 1 | 0 | 0  | 5      |

#### Finale
14. November, 9:00
| Team     |    | 1 | 2 | 3 | 4 | 5 | 6 | 7 | 8 | 9 | 10 | Gesamt |
| -------- | -- | - | - | - | - | - | - | - | - | - | -- | ------ |
| Japan    | 🔨 | 0 | 0 | 0 | 1 | 0 | 3 | 0 | 3 | 0 | X  | 7      |
| Südkorea |    | 1 | 1 | 2 | 0 | 4 | 0 | 2 | 0 | 1 | X  | 11     |

### Endstand
| Platz | Land                |
| ----- | ------------------- |
| 1     | Südkorea            |
| 2     | Japan               |
| 3     | Volksrepublik China |
| 4     | Neuseeland          |
| 5     | Australien          |
| 6     | Chinesisch Taipeh   |
| 7     | Kasachstan          |
| 8     | Hongkong            |

Südkorea und Japan qualifizierten sich für die Weltmeisterschaft 2016 in Basel.

## Frauen

### Teams
An der Meisterschaft der Frauen nahmen fünf Mannschaften teil.
| Volksrepublik China                                                                 | Japan | Kasachstan | Neuseeland | Südkorea                                                                                            |
| ----------------------------------------------------------------------------------- | --- | --- | --- | --------------------------------------------------------------------------------------------------- |
| Skip: Liu Sijia Third: Liu Jinli Second: Yu Xinna Lead: Wang Rui Alternate: Jie Mei | Skip: Satsuki Fujisawa Third: Chinami Yoshida Second: Yūmi Suzuki Lead: Yurika Yoshida Alternate: Kotomi Ishizaki | Skip: Olga Ten Third: Olga Panina Second: Nargiz Issayeva Lead: Regina Lankina Alternate: Anastassya Spirikova | Skip: Chelsea Farley Third: Thivya Jeyaranjan Second: Tessa Farley Lead: Eleanor Adviento Alternate: Emily Whelan | Fourth: Gim Un-chi Third: Lee Seul-bee Second: Um Min-ji Skip: Kim Ji-sun Alternate: Yeom Yoon-jung |

### Round Robin
In der Round Robin der Frauen spielte jede Mannschaft zweimal gegen jede andere Mannschaft.
| Datum  | Zeit  | Begegnung                        | Resultat |
| ------ | ----- | -------------------------------- | -------- |
| 8.11.  | 16.30 | Volksrepublik China – Japan      | 3:10     |
|        |       | Kasachstan – Südkorea            | 0:20     |
| 9.11.  | 9:00  | Südkorea – Neuseeland            | 10:3     |
|        |       | Volksrepublik China – Kasachstan | 11:0     |
| 9.11.  | 14:30 | Neuseeland – Volksrepublik China | 2:9      |
|        |       | Japan – Kasachstan               | 11:3     |
| 10.11. | 9:00  | Japan – Neuseeland               | 9:3      |
|        |       | Südkorea – Volksrepublik China   | 4:6      |
| 10.11. | 14:30 | Neuseeland – Kasachstan          | 9:10     |
|        |       | Südkorea – Japan                 | 7:2      |

| Datum  | Zeit  | Begegnung                        | Resultat |
| ------ | ----- | -------------------------------- | -------- |
| 11.11. | 9:00  | Südkorea – Kasachstan            | 14:3     |
|        |       | Japan – Volksrepublik China      | 5:4      |
| 11.11. | 14:30 | Kasachstan – Volksrepublik China | 1:13     |
|        |       | Neuseeland – Südkorea            | 5:13     |
| 12.11. | 9:00  | Japan – Südkorea                 | 1:9      |
|        |       | Kasachstan – Neuseeland          | 6:8      |
| 12.11. | 14:30 | Volksrepublik China- Südkorea    | 8:7      |
|        |       | Neuseeland – Japan               | 3:7      |
| 13.11. | 9:00  | Kasachstan – Japan               | 2:11     |
|        |       | Volksrepublik China – Neuseeland | 12:1     |

| Schlüssel | Schlüssel     |
| --------- | ------------- |
|           | Playoff-Platz |
|           | Tiebreaker    |

| Country             | Skip             | W | L |
| ------------------- | ---------------- | - | - |
| Japan               | Satsuki Fujisawa | 6 | 2 |
| Südkorea            | Kim Ji-sun       | 6 | 2 |
| Volksrepublik China | Liu Sijia        | 6 | 2 |
| Kasachstan          | Olga Ten         | 1 | 7 |
| Neuseeland          | Chelsea Farley   | 1 | 7 |

### Tiebreaker
13. November, 19:00
| Team       |    | 1 | 2 | 3 | 4 | 5 | 6 | 7 | 8 | 9 | 10 | Gesamt |
| ---------- | -- | - | - | - | - | - | - | - | - | - | -- | ------ |
| Kasachstan | 🔨 | 0 | 2 | 0 | 0 | 2 | 2 | 0 | 0 | 2 | 2  | 10     |
| Neuseeland |    | 1 | 0 | 2 | 1 | 0 | 0 | 2 | 0 | 0 | 0  | 6      |

### Playoffs
|  | Halbfinale | Halbfinale          | Halbfinale |   |       | Finale           | Finale           | Finale           |
|  |            |                     |            |   |       |                  |                  |                  |
|  |            |                     |            |   |       |                  |                  |                  |
|  | 1          | Japan               | 10         |   |       |                  |                  |                  |
|  | 4          | Kasachstan          | 2          |   |       |                  |                  |                  |
|  |            |                     |            | 1 | Japan | 8                |                  |                  |
|  |            |                     |            |   | 2     | Südkorea         | 7                |                  |
|  | 2          | Südkorea            | 7          |   |       |                  |                  |                  |
|  | 3          | Volksrepublik China | 6          |   |       | Spiel um Platz 3 | Spiel um Platz 3 | Spiel um Platz 3 |
|  |            |                     |            |   |       | 4                | Kasachstan       | 0                |
|  | 3          | Volksrepublik China | 16         |   |       |                  |                  |                  |
|  |            |                     |            |   |       |                  |                  |                  |

#### Halbfinale
14. November, 9:00
| Team       |    | 1 | 2 | 3 | 4 | 5 | 6 | 7 | 8 | 9 | 10 | Gesamt |
| ---------- | -- | - | - | - | - | - | - | - | - | - | -- | ------ |
| Japan      | 🔨 | 1 | 1 | 1 | 4 | 0 | 0 | 3 | 0 | X | X  | 10     |
| Kasachstan |    | 0 | 0 | 0 | 0 | 0 | 1 | 0 | 1 | X | X  | 2      |

| Team                |    | 1 | 2 | 3 | 4 | 5 | 6 | 7 | 8 | 9 | 10 | Gesamt |
| ------------------- | -- | - | - | - | - | - | - | - | - | - | -- | ------ |
| Südkorea            |    | 1 | 0 | 2 | 0 | 1 | 0 | 1 | 1 | 1 | 0  | 7      |
| Volksrepublik China | 🔨 | 0 | 1 | 0 | 2 | 0 | 2 | 0 | 0 | 0 | 1  | 6      |

#### Spiel um Platz 3
14. November, 14:30
| Team                |    | 1 | 2 | 3 | 4 | 5 | 6 | 7 | 8 | 9 | 10 | Gesamt |
| ------------------- | -- | - | - | - | - | - | - | - | - | - | -- | ------ |
| Kasachstan          |    | 0 | 0 | 0 | 0 | 0 | 0 | 0 | 0 | X | X  | 0      |
| Volksrepublik China | 🔨 | 2 | 2 | 2 | 3 | 0 | 3 | 1 | 3 | X | X  | 16     |

#### Finale
14. November, 14:30
| Team     |    | 1 | 2 | 3 | 4 | 5 | 6 | 7 | 8 | 9 | 10 | Gesamt |
| -------- | -- | - | - | - | - | - | - | - | - | - | -- | ------ |
| Japan    |    | 2 | 0 | 2 | 0 | 0 | 2 | 0 | 1 | 1 | 0  | 8      |
| Südkorea | 🔨 | 0 | 1 | 0 | 3 | 0 | 0 | 2 | 0 | 0 | 1  | 7      |

### Endstand
| Platz | Land                |
| ----- | ------------------- |
| 1     | Japan               |
| 2     | Südkorea            |
| 3     | Volksrepublik China |
| 4     | Kasachstan          |
| 5     | Neuseeland          |

Japan und Südkorea qualifizierten sich für die Weltmeisterschaft 2016 in Swift Current.